# Київське Богоявленське братство

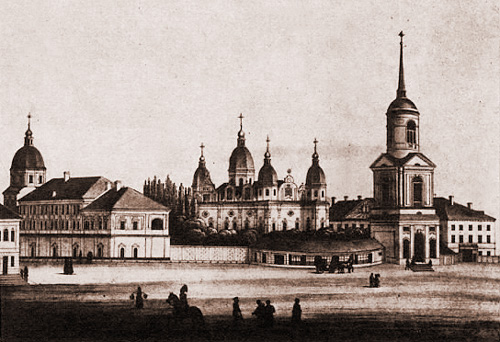
Київський Братський монастир

Ки́ївське бра́тство — громадська організація православних міщан Києва, яка виникла близько 1615 року; одне з багатьох подібних братств, що утворилися в українських містах на зламі XVI—XVII століть.
Містилось у Києво-Братському монастирі, збудованому на земельній ділянці, що її подарувала монастиреві Галшка Гулевичівна. З 26 травня 1620 року мало права ставропігії, надане єрусалимським патріархом Теофаном III під час перебування в Україні.
До Київського Богоявленського братства вступило багато заможних міщан, частина руської шляхти і православного духовенства. У 1620 році до Київського братства також вступив гетьман Петро Конашевич-Сагайдачний з усім запорізьким військом: цей крок мав показати, що відтак запорожці стають на підтримку релігійних та культурних потреб українців.
Як інші братства, Київське Богоявленське ставило своїм завданням боротьбу проти полонізації, зокрема проти наступу католицизму. Спираючись на допомогу козацтва, Київське Богоявленське братство широко розгорнуло свою діяльність, стало значною перешкодою для запровадження унії в Україні. греко-католицький митрополит писав, що Київське Богоявленське братство, засноване без королівського привілею, веде активну боротьбу проти греко-католиків і, якщо воно не буде скасоване, то «важко думати про щось добре». З ініціативи Київського Богоявленського братства в Україні було відновлено православну церковну ієрархію, ліквідовану після проголошення Берестейської церковної унії 1596 року.
При братстві було відкрито Київську братську школу. В 1632 р. з нею було об'єднано школу Києво-Печерської Лаври, що поклало початок Києво-Могилянській колегії. Утримувалося Київське Богоявленське братство за рахунок пожертвувань (внесків) членів братства. Діяльність Київського Богоявленського братства в 1-й половині XVII століття позитивно впливала на згуртованість сил українського народу в його боротьбі проти гніту шляхти Речі Посполитої, особливо напередодні і під час визвольної війни українського народу 1648—1654 рр. Мірою ослаблення католицької пропаганди в Україні суспільно-політична діяльність Київського Богоявленського братства поступово занепала. У документах XVIII століття Київське Богоявленське братство не згадується.